# Trogloneta cariacica
Espèce
Trogloneta cariacica est une espèce d'araignées aranéomorphes de la famille des Mysmenidae.

## Distribution
Cette espèce est endémique d'Espírito Santo au Brésil,. Elle se rencontre vers Cariacica.

## Description
La femelle holotype mesure 2,55 mm.

## Étymologie
Son nom d'espèce lui a été donné en référence au lieu de sa découverte, Cariacica.

## Publication originale
- Brescovit & Lopardo, 2008 : The first record on the spider genus Trogloneta Simon in the southern hemisphere (Araneae, Mysmenidae), with descriptions of three new species from Brazil and remarks on the morphology. Acta Zoologica, Stockholm, vol. 89, p. 93-106.